# Luszewo (wieś w powiecie ciechanowskim)
Luszewo – wieś w Polsce, położona w województwie mazowieckim, w powiecie ciechanowskim, w gminie Glinojeck.
Wierni Kościoła rzymskokatolickiego należą do parafii św. Stanisława Biskupa Męczennika w Glinojecku.
Wieś położona jest nad Wkrą. Wzmiankowana po raz pierwszy w 1403 roku (Lusschewo, Lessewo, Luzewo, Liuszewo). Nazwa urobiona została od imienia Lusz, Lutogniew albo Ludzimir. W miejscowości znajdują się ruiny XIX-wiecznego dworu i pozostałości parku.
W latach 1975–1998 miejscowość należała administracyjnie do województwa ciechanowskiego.